# Mayisyan (Armavir)
Pour l’article homonyme, voir Mayisyan.
Mayisyan (en arménien Մայիսյան ; anciennement Jdanov) est une communauté rurale du marz d'Armavir, en Arménie. Elle compte 2 004 habitants en 2009.